# Sillbådan, Malax
Sillbådan är en ö i Finland. Den ligger i landskapet Österbotten, i den sydvästra delen av landet, 400 km nordväst om huvudstaden Helsingfors.
Sillbådan ligger intill den södra delen av Rankelön och är delvis ihopväxt med denna. Mellan Sillbådan och fastlandet breder ett stort våtmarksområde ut sig där Petalaxån mynnar i Österfjärden.